# Chaetomium spirilliferum
Chaetomium spirilliferum är en svampart som beskrevs av Bainier 1910. Chaetomium spirilliferum ingår i släktet Chaetomium och familjen Chaetomiaceae.   Inga underarter finns listade i Catalogue of Life.